# La Damigella di Scalot
La Damigella di Scalot è una novellina (novella corta) d'amore italiana del secolo ⅩⅢ, pubblicata nella collezione Il Novellino: Le ciento novelle antike come 82° storia. Racconta l'amore della Damigella di Scalot per Lancillotto, di cui l'indifferenza provoca la sua morte per mal d'amore.
La protagonista è tratta dalla leggenda di Elaine di Astolat, parte della materia di Bretagna. Questa novellina ispirò a sua volta il poeta inglese romantico Alfred Tennyson a comporre "The Lady of Shalott", una ballata lirica nella quale il poeta aggiunge l'elemento di una misteriosa maledizione che spinge la Dama a guardare fuori solo attraverso uno specchio magico e a tessere un arazzo per passare il tempo.

## La storia originale estratta daIlNovellino, seguita da una traduzione in italiano moderno
QUI CONTA COME LA DAMIGELLA DI SCALOT MORÌ, PER AMORE DI LANCIALOTTO DEL LAC.
Una figliuola d’un grande varvassore si amò Lancialotto del Lac, oltre misura; ma elli non le voleva donare suo amore, imperciò che elli l’avea donato alla reina Ginevra. Tanto amò costei Lancialotto, ch’ella ne venne alla morte e comandò che, quando sua anima fosse partita dal corpo, che fosse arredata una ricca navicella, coperta d’uno vermiglio sciamito, con un ricco letto ivi entro, con ricche e nobili coverture di seta, ornato di ricche pietre preziose: e fosse il suo corpo messo in questo letto, vestita di suoi più nobili vestimenti e con bella corona in capo, ricca di molto oro e di molte pietre preziose, e con ricca cintura e borsa. Ed in quella borsa avea una lettera, che era dello infrascritto tenore. Ma, in prima, diciamo di ciò, che va innanzi la lettera. La damigella morì di mal d’amore, e fu fatto di lei, ciò che disse. La navicella, sanza vela, e sanza remi e sanza neuno sopra sagliente, fu messa in mare, con la donna. Il mare la guidò a Camalot, e ristette alla riva. Il grido andò per la corte. I cavalieri e baroni dismontaro de’ palazzi, e lo nobile re Artù vi venne, e maravigliavasi forte, ch’era sanza niuna guida. Il Re intrò dentro: vide la damigella e l’arnese. Fe’ aprire la borsa: trovaro quella lettera. Fecela leggere, e dicea così: «A tutti i cavalieri della Tavola ritonda manda salute questa damigella di Scalot, sì come alla miglior gente del mondo. E se voi volete sapere perch’io a mia fine sono venuta, sì è per lo migliore cavaliere del mondo, e per lo più villano; cioè monsignore messer Lancialotto del Lac, che già nol seppi tanto pregare d’amore, ch’elli avesse di me mercede. E così, lassa, sono morta, per ben amare, come voi potete vedere!».
—Il Novellino. Le ciento novelle antike. LXXXII

QUI RACCONTA COME LA DAMIGELLA DI SCALOT MORÌ, PER AMORE DI LANCILLOTTO DEL LAGO.

Una figlia di un grande valvassore s'innamorò di Lancillotto del Lago, oltre misura; ma egli non le voleva dare il suo amore, perché lo aveva dato alla regina Ginevra. Amava talmente tanto Lancillotto, ch'ella ne venne alla morte e comandò che, quando la sua anima fosse partita dal corpo, fosse arredata una ricca navicella coperta con uno sciamito vermiglio, contenendo un ricco letto con ricche e nobili coperte di seta, ornato di ricche pietre preziose: e che il suo corpo fosse messo in questo letto, vestita dei suoi più nobili vestiti con una bella corona in capo, ricca di molto oro e di molte pietre preziose, e con una ricca cintura e una borsa. E in quella borsa aveva una lettera, di cui il contenuto sarà esposto qui di seguito. Ma, prima, diciamo questo, che va innanzi la lettera. La damigella morì di mal d'amore, e fu fatto di lei ciò che aveva detto. La navicella, senza vela, e senza remi e senza nessuno sopra saliente, fu messa in mare, con la donna. Il mare la guidò a Camelot, e [la barca] si fermò alla riva. La voce del suo arrivo si sparse per la corte. I cavalieri e baroni scesero dai palazzi, e il nobile Re Artù vi venne, e si meravigliò dell'assenza di guida sulla navicella. Il Re salì sopra: vide la damigella e l'arredamento. Fece aprire la borsa [e] trovò quella lettera. La fece leggere, e andava così: "A tutti i cavalieri della Tavola Rotonda augura salute questa damigella di Scalot, così come alla migliore gente del mondo. E se voi volete sapere perché sono arrivata alla mia fine, [sappiate che] è per il migliore cavaliere del mondo, e quello più villano; cioè monsignore Lancillotto del Lago, che non seppi abbastanza pregare del suo amore perché egli avesse pietà di me. E così, lassa, sono morta, per aver amato bene, come lo potete vedere!".